# Phytocoris reuteri
Phytocoris reuteri is een wants uit de familie van de blindwantsen (Miridae). De soort werd het eerst wetenschappelijk beschreven door Edward Saunders in 1876. De soort in vernoemd naar Odo Reuter een Zweeds-Finse entomoloog.

## Uiterlijk
De lichtgrijze, bruin en zwartachtig gevlekte blindwants is, als volwassen wants, macropteer en kan 6 tot 7 mm lang worden. De lichtgrijze voorvleugels zijn bruinzwart gevlekt en het lichaam is bedekt met lichte, liggende haartjes en zwarte half-rechtopstaande haartjes. Het halsschild is grotendeels donker met lichtgrijs aan de voorkant en een smalle lichte rand aan de achterkant. Het uiteinde van het verharde deel van de vleugels is donker gevlekt en heeft aan de bovenkant een lichte rand. Het kleurloos doorzichtige deel van de vleugels heeft grijze vlekken. De pootjes zijn geelwit met zwarte vlekjes op de bruine dijen en lichte en donkere banden om de schenen. Van de middelste poten zijn de lichte banden om de schenen smaller of gelijk aan de donkere. De antennes zijn zwart van kleur, met uitzondering van witte vlekjes op het eerste antennesegment, een wit gedeelte van het tweede segment en een licht derde segment. Phytocoris reuteri lijkt sterk op Phytocoris longipennis en Phytocoris dimidiatus. Meestal geeft alleen onderzoek van de mannelijke genitaliën zekerheid over de exacte soort of moet gekeken worden naar de breedte van de lichte en donkere banden op de middelste pootjes.

## Leefwijze
De soort overwintert als eitje en in gunstige gevallen is er een tweede generatie later in het jaar. De volwassen dieren kunnen van juli tot september in bossen, boomgaarden en tuinen worden gevonden op takken en stam van diverse planten zoals appel (Malus), wilde lijserbes (Sorbus aucuparia), meidoorn (Crataegus), sleedoorn (Prunus spinosa) maar ook op andere loofbomen zoals berk (Betula), eik (Quercus), iep (Ulmus) en els (Alnus).

## Leefgebied
De soort is in Nederland zeldzaam. Het verspreidingsgebied is Palearctisch voornamelijk in Europa.